# セガ
株式会社セガ（英: SEGA CORPORATION）は、コンシューマーゲーム、ソーシャルゲームの開発、販売を行う日本の企業。セガサミーホールディングスの完全子会社。コンピュータエンターテインメント協会正会員。
かつては家庭用ゲーム機事業、アーケードゲーム事業、ゲームセンターなどのアミューズメント施設事業も行っていた。

## 歴史
1951年、レイモンド・ジェイ・レメーヤーとリチャード・ディ・スチュワートにより、ジュークボックスやスロットマシンの輸入会社として日本に「レメーヤー＆スチュアート」が創業される。
その後1954年には「サービスゲームズ」と、1957年には「サービスゲームズジャパン株式会社」と改名する。1960年に「サービスゲームズジャパン株式会社」は分社され、機器販売と賃貸を行う「日本娯楽物産」と製造を行う「日本機械製造」という2社が設立される。
そして1965年に日本娯楽物産と「ローゼン・エンタープライゼス」が統合し、「セガ・エンタープライゼス」となる。これ以降社名に使用される「セガ」は、日本娯楽物産が1962年に発売して大ヒットした国産初のジュークボックス「セガ1000」にちなむ。なおこの「セガ」は日本娯楽物産の前身「サービスゲームズジャパン」の「『SE』RVICE 『GA』MES」に由来する。
1984年に大川功率いるCSKが、セガの親会社であったアメリカのガルフ&ウエスタン（過去にパラマウント映画・スタックス・レコードなどを保有した、金融・不動産系コングロマリット）から株式を買収し、CSKグループ入りした。その後、バブル景気到来による娯楽の拡大から業績は堅調に推移し、キョクイチの買収など事業を拡大した。
1997年1月23日、エニックス（現：スクウェア・エニックス）がPlayStation用ソフト『ドラゴンクエストVII エデンの戦士たち』の制作発表を行った同日に、「1997年10月1日付でバンダイ（現在はナムコと経営統合し バンダイナムコホールディングスの一部）と合併し、新社名をセガバンダイとする」と発表したが後に合意を解消する。
セガバンダイの破談後、大川功CSK代表取締役会長がセガ代表取締役会長にも就任（兼任）したことで実効的に経営参画し、CSKとセガ、アスキー（後のメディアリーヴス）、大川功個人の4者間で株式の持ち合いを強化した。また、1998年に中興の祖であった中山隼雄代表取締役社長が退任し、後任には本田技研工業出身の入交昭一郎副社長が昇格した。
1998年11月に社運を賭けて発売したドリームキャストがPlayStationの牙城を崩すことはできず売上不振が続いた事で、2000年3月期まで3期連続で約350-430億円の赤字を計上する。1999年に海外でも発売し好調な売れ行きを見せたが、PlayStation 2の登場により2000年後半以降全世界で売上が失速する。
1999年5月27日、自社ソフトを他社の携帯ゲーム機に提供するためのライセンシー契約を結ぶ方針を決定した。対象ハードは「ゲームボーイカラー」「ワンダースワン」「ネオジオポケット」の3機種。
2000年6月に入交昭一郎代表取締役社長が同副社長に降格、秋元康が社外取締役を退任し、大川功会長が代表取締役社長を兼務する役員体制とした。同時にアーケードゲーム製造事業も不採算事業となり、2000年12月にアーケード機器最終組立工場であった矢口事業所（千葉県印旛郡栄町）を閉鎖し（現在はセガ・ロジスティクスサービス矢口事業所として存続）、アーケード機器組立を外注化した。また、アミューズメント施設事業を地域5社へ分社化（後にセガ アミューズメントへ統合）し、全国各地にあった支店・営業所・出張所を段階的に閉鎖した。
2001年1月31日、経営再建策「構造改革プラン」として、家庭用ゲーム機ハード事業（ドリームキャスト）からの撤退と他社家庭用ゲーム機プラットフォームへのソフト供給が香山哲最高執行責任者によって発表される。これによって約815億円の特別損失を計上し、経営破綻寸前に陥った。しかし翌日に大川功が約850億円の私財寄付という形で損失補填を表明したことで経営危機は回避されたが（2001年3月期決算は家庭用ゲーム機ハード事業撤退にかかわる費用を計上したため約520億円の赤字）、大川功は同年3月に心不全のため逝去。この経営再建策から2002年3月期以降、業績は回復基調へ移ったが、株式の無配は2004年3月期まで続くことになる。

### サミーとの経営統合
2003年2月13日にセガはパチスロメーカーのサミーとの経営統合を発表。これは当時CSK社長の青園雅紘主導で纏められた。
2003年12月、当初発表通りサミーがCSKの保有するセガ株22.4%を453億3400万円で買収し筆頭株主となり、セガは事実上サミーの傘下に入った。また2004年10月1日付けで事業持株会社 セガサミーホールディングス（セガサミーHD）を設立し、セガはサミーと共にセガサミーHDの100%子会社となり経営統合した。

### セガグループ再編
セガサミーホールディングスは、2014年5月9日にグループ各事業の収益構造を見直し、かつ成長分野への経営資源投入を可能とすることを目的として、「グループ構造改革本部」を設置。2014年9月30日にセガの資本金を600億円から1億円に減資した。
2014年10月31日にグループをエンタテインメントコンテンツ事業・遊技機事業・リゾート事業の3事業グループへ再編する、収益性の抜本的改善の取り組み、セガ構造改革担当に関する人事の3点を発表。
2015年1月30日にソーシャルゲーム並びにオンラインゲームを成長分野として位置づける一方で、2014年3月期決算で営業損益の約7割を占め、2015年3月期も赤字予想となっていたアーケードゲーム事業を中心に製品ラインナップの絞り込みや、一部サービスから撤退すること、約120人の希望退職を募集すること、海外事業の合理化を柱にしたセガにおける構造改革を発表。
同年2月12日にセガグループをコンシューマ事業、アミューズメント事業、TOY・映像事業、アミューズメント施設事業の4事業に再編し、同年4月1日付でセガをセガネットワークスを吸収合併した上で「セガゲームス」へ商号変更し、中間持株会社であるセガホールディングス（後のセガグループ）、アーケードゲームを手掛ける新会社となるセガ・インタラクティブ、ジョイポリスやOrbi Yokohamaの運営を行う新会社となるセガ・ライブクリエイション（後のCAセガジョイポリス）の3社をセガから新設分割で設立することを発表。
同年3月26日にセガが経済産業省に提出していた産業競争力強化法に基づく事業再編計画が経済産業省から認定され、セガ本体は同年4月1日付でコンシューマーゲーム事業並びにソーシャルゲーム事業のみを行う会社となり、同じくコンシューマーゲームおよびソーシャルゲーム事業を手掛けているサミーネットワークス、セガゲームスの子会社となったアトラス共々セガグループのコンシューマ事業に組み入れられた。知育エンターテインメントサービスであるテレビーナ、セガ公式コミュニティであるit-tells（いってる）、コンピュータエンターテインメント協会会員もセガゲームスがそれぞれ承継した。
同時に、子会社管理などのコーポレート部門、IP（知的財産権）管理部門、ITインフラ部門をセガホールディングスへ、日本娯楽物産時代から手掛けていたアーケードゲーム事業やそれに付帯する事業をセガ・インタラクティブへ、ジョイポリスやOrbi Yokohamaなどのエンタテイメントパーク事業の一部をセガ・ライブクリエイションへ同年4月1日付でそれぞれ承継させた。セガが加盟していた日本アミューズメントマシン協会の各事業部会員に関しても、AMマシン事業部はセガ・インタラクティブ（サミーとセガ・ロジスティクスサービスも加盟）が、SC施設事業部はセガ エンタテインメント（後のGENDA GiGO Entertainment）が、遊園施設事業部はセガ・ライブクリエイションがそれぞれ承継した。
これに伴い、セガゲームス、セガ・インタラクティブ（2社共前身のセガが開発したタイトルも含む）、サミーが開発したゲームのIP（知的財産権）やソニック・ザ・ヘッジホッグなどのセガのキャラクターの版権、セガ羽田1号館・2号館などの不動産はセガホールディングスが保有することになった他、セガゲームス並びに、セガ・インタラクティブやセガ エンタテインメント、サミーネットワークス、セガ・ロジスティクスサービスなどは、セガサミーホールディングスの連結子会社となったセガ・ライブクリエイションを除き、セガから新設分割で設立されたセガホールディングスの子会社もしくは孫会社となった。
セガゲームスは従来からの家庭用ゲームやPCゲームを手掛けるコンシューマ・オンラインカンパニーと、旧セガネットワークスが行ってきたスマートフォンやタブレット端末向けコンテンツ配信を行うセガネットワークス カンパニーの社内カンパニー制を当初は採用していたが、2017年4月1日付で社内カンパニー制は廃止されたと同時に、セガネットワークスの名称も消滅した。但し、セガ第一研究開発本部が開発を担当していた『チェインクロニクル』シリーズ、『封印勇者!マイン島と空の迷宮』、セガ第二研究開発本部が開発を担当していた『セガNET麻雀 MJ』の開発は、セガ・インタラクティブの研究・開発組織となったセガ・インタラクティブ第一研究開発本部並びにセガ・インタラクティブ第二研究開発本部が引き続き行う他、『UFOキャッチャー』などセガ・インタラクティブへ製造・販売が移管された一部製品の商標権はこれまで通りセガゲームスが保有する。
セガホールディングス設立後から行われている事業再編計画により、セガホールディングスが保有していたインデックス（後のiXIT）全株式は澤田ホールディングスへ譲渡され、セガサミーグループであるサミーネットワークスはエンタテインメントコンテンツ事業から遊技機事業へセグメントが変更されたと同時に、セガホールディングスが保有していたサミーネットワークス全株式はサミーへ譲渡された。これに伴い、2016年4月1日以降のセガグループにおける国内のコンシューマ事業は、セガゲームスと子会社3社（アトラス、f4samurai、プレイハート）の4社だけで手掛けることになる。
2018年8月20日に本社所在地・本店所在地を西品川にある住友不動産大崎ガーデンタワーへ移転。セガゲームスは創業地である羽田から離れることになった。ライセンス機能も、同年10月1日にセガサミーホールディングスが新設したグループライセンス本部へ吸収された。
セガサミーホールディングスは2019年12月24日にセガゲームスを存続会社として、セガ・インタラクティブを2020年4月1日付でセガゲームスへ吸収合併すると同時に、セガゲームスの商号を株式会社セガへ戻すこと、セガゲームスの親会社であるセガホールディングスの商号を株式会社セガグループへ変更する事を発表。2021年4月1日に株式会社セガグループを吸収合併したと同時に、セガは5年ぶりにアーケードゲーム事業を直轄で手掛ける事になった。セガ・インタラクティブが会員となっていた日本アミューズメント産業協会AMマシン事業部（サミーとセガ・ロジスティクスサービスも加盟）の会員資格もセガが承継した（サミーとセガ・ロジスティクスサービスは日本アミューズメント産業協会AMマシン事業部の加盟を継続）。
セガサミーホールディングスは2021年1月29日にグループ構造の合理化を進め、意思決定の迅速化を図ることを目的に、セガを存続会社とした上で、セガがセガグループを吸収合併する事を発表。セガは2021年4月1日付でセガグループを吸収合併したと同時に、セガグループの子会社であったセガ・ロジスティクスサービス、ダーツライブ（子会社のハイブクリエーションや海外子会社も含む）、セガトイズ（子会社のSEGA TOYS (HK) CO., LTD.も含む）、トムス・エンタテインメント（テレコム・アニメーションフィルムやマーザ・アニメーションプラネットなどの国内子会社並びに海外子会社も含む）の4社はセガの子会社となった。セガの子会社となった4社の内、セガトイズとトムス・エンタテインメントは2005年3月以来16年ぶりにセガの子会社となった他、セガ・ロジスティクスサービスとダーツライブは2015年3月以来6年ぶりにセガの子会社となった。同日には、セガが保有していたオアシスパーク全株式（54.3%）が中日本高速道路へ譲渡された。
新型コロナウイルスの影響を受け、セガサミーホールディングスはアミューズメント事業を中心に事業の縮小・撤退を進めている。欧米地域におけるアーケードゲームの販売を手掛けていたSega Amusements International Limitedの全株式は2021年3月30日付で、KAIZEN ENTERTAINMENT LIMITEDに譲渡されたと同時に、セガは欧米地域におけるアーケードゲーム販売事業から撤退した。台湾の現地法人であるSEGA AMUSEMENTS TAIWAN LTD.が手掛けていたゲームセンター事業も、2021年12月1日付でセガも出資しているGENDA SEGA Entertainmentの子会社である台灣聚思怡股份有限公司（株式会社GSE台湾）へ譲渡された。これにより、セガ直轄で手掛ける海外事業は、コンシューマ事業並びに現地の代理店へのアーケードゲームの供給のみとなった。2022年1月28日には、セガが保有していたGENDA SEGA Entertainment株式（14.9%）がGENDAへ譲渡されたと同時に、商号もGENDA GiGO Entertainmentへ変更された。但し、GENDA GiGO Entertainmentに対するセガブランドの貸与は資本関係がなくなった後も当面継続する。セガは2022年4月11日に、GENDA GiGO Entertainmentが運営しているオンラインクレーンゲーム「GiGO ONLINE CRANE」（旧：「セガキャッチャーオンライン」→「GOTON!」）の代替として、「セガUFOキャッチャーオンライン」のサービスを開始した。セガ製品情報サイトでは「セガUFOキャッチャーオンライン」はスマホゲーム並びにPC・家庭用ゲームとして取り扱う。アミューズメント機器事業は2024年4月1日付で株式会社セガ フェイブ（同日付でセガトイズから商号変更）へ吸収分割により再度移管されたと同時に、セガの子会社であったセガ・ロジスティクスサービスとダーツライブ（子会社のハイブクリエーションや海外子会社も含む）はセガ フェイブの子会社となった。これによりセガは、2020年3月以来4年ぶりにコンシューマ事業に専念する事になった。
セガゲームス時代を含めた経営面においては、広告宣伝費の高騰などから2012年3月期から2016年3月期までの5期連続で7億7900万円 - 93億5800万円の営業赤字が、最終決算においても貸倒引当金繰入や事業再編損などでセガ時代の2014年3月期から2016年3月期までの3期連続で34億500万円 - 102億100万円の最終赤字がそれぞれ続いていたが、2017年3月期は6期ぶりの営業黒字に、2017年3月期の最終決算においても4期ぶりの最終黒字となった。2018年3月期以降も、2019年3月期に最終赤字となった以外は黒字経営が続いている。

## 沿革
公式サイトも参照。

### サービスゲームズジャパン（1951年 - 1960年）
- 1951年 - レイモンド・レメーヤー、リチャード・スチュアートにより「レメーヤー＆スチュアート」として創業。
- 1954年 - 「サービスゲームズ」に商号変更。
- 1957年 - 商号を「サービスゲームズジャパン株式会社」に変更する。

### 日本娯楽物産と機械製造（1960年 - 1965年）
- 1960年 - 「サービスゲームズジャパン」分社化。営業部門の「日本娯楽物産」（リチャード・スチュアート代表）と製造部門の「日本機械製造」(レイモンド・レメーヤー代表）とに分割・新設。国産初のジュークボックス『セガ1000』を開発。
- 1964年 - 日本娯楽物産が日本機械製造を吸収合併。アーケードゲーム事業に進出

### セガ・エンタープライゼス（1965年 - 2000年）
- 1965年 - 「ローゼン・エンタープライゼス」と合併し、「株式会社セガ・エンタープライゼス」に商号変更。社長はデイヴィッド・ローゼン。アミューズメント施設事業に進出[27]
- 1966年 - アーケードゲーム『ペリスコープ』発売。
- 1969年 - アメリカのコングロマリット「ガルフ・アンド・ウエスタン・インダストリーズ（英語版）」の傘下に入る。
- 1971年 - 国産初のピンボールとなる『フリッパーピンボール』発売。
- 1972年 - 初のメダルゲーム専門店である『アポロベガス』（後の『セガワールド アポロ』）をあべのアポロに開業。
- 1973年 - アタリ『ポン』のコピーゲーム『ポントロン』を発売。タイトーの『エレポン』とほぼ同時に、日本初のテレビゲーム（会社）となる。
- 1978年 - アメリカのアーケードビデオゲーム会社「グレムリン・インダストリー」を買収。
- 1979年 - 「エスコ貿易」を買収。エスコ貿易社長の中山隼雄、代表取締役副社長に就任。ピンボールの製造・販売から撤退。
- 1983年 - 8ビット家庭用ゲーム機SG-1000を発売しコンシューマ事業に進出。8ビットパソコンSC-3000発売。日本初のレーザーディスクゲーム「アストロンベルト」発売。
- 1984年 - 8ビット家庭用ゲーム機SG-1000II発売。CSKグループの資本参加により、CSKグループ傘下に入る[28]。CSKの大川功、会長就任。中山、代表取締役社長就任。
- 1985年 - 世界初の体感アーケードゲーム機『ハングオン』発売。UFOキャッチャー発売。8ビット家庭用ゲーム機セガ・マークIII（SG-1000III）。SEGA of Americaを設立。
- 1986年 - 株式 店頭登録。体感アーケードゲーム機『スペースハリアー』と『アウトラン』発売。
- 1987年 - 体感アーケードゲーム機『アフターバーナー』発売。8ビット家庭用ゲーム機マスターシステム（SG-1000IV）発売。
- 1988年 - 株式 東京証券取引所市場第二部上場。アーケードゲーム機『テトリス』発売。16ビット家庭用ゲーム機メガドライブ発売。
- 1990年 - 同株式 第一部指定。カラー液晶携帯ゲーム機ゲームギア発売。
- 1991年 - 16ビットパソコンテラドライブ発売。メガドライブ用周辺機器メガCD、そして同機用ゲームソフト『ソニック・ザ・ヘッジホッグ』発売。クレーンゲーム機NEW UFOキャッチャー発売。セガ・ヨーロッパLTDを設立[29]。
- 1992年 - フルポリゴンアーケードゲーム機『バーチャレーシング』発売。アメリカで特許侵害をめぐりジョン・コイルと巨額裁判になる。セガは和解金として日本円で57億円をコイルに支払った。12月6日両国国技館でゲームイベント「遊星Sega World」を開催。
- 1993年 - 3D対戦格闘アーケードゲーム機『バーチャファイター』発売。F1グランプリ 1993でウィリアムズ・ルノーをスポンサードする。
- 1994年 - メガドライブ用周辺機器スーパー32X発売。32ビット家庭用ゲーム機セガサターン、そして同機互換業務用汎用CGボードST-V発表。3D対戦格闘アーケードゲーム機『バーチャファイター2』発売。業務用通信カラオケ事業を手掛ける子会社としてセガ・ミュージック・ネットワークスを設立。
- 1995年 - シール作成機プリント倶楽部発売。物流部門をセガ・ロジスティクスサービスに分社。
- 1997年 - 株式会社バンダイとの合併を発表[30]（後に白紙撤回）。東糀谷にあった赤井電機旧本社ビルを取得し、セガ本社3号館とする
- 1998年 - 経営破綻した株式会社コンパイルから『ぷよぷよ』の権利を買う。家庭用ゲーム機ドリームキャスト発売。ドリームキャスト互換業務用汎用CGボードNAOMI発表。入交昭一郎、代表取締役社長就任。

### 初代：株式会社セガ（2000年 - 2015年）
- 2000年 - ソフトウェア開発部門を分社化。アミューズメント施設運営部門を地域会社のセガ アミューズメント東日本・東京・東海・関西・西日本に分社化。商号を株式会社セガ・エンタープライゼスから「株式会社セガ」に変更。大川、代表取締役会長兼社長就任。アーケードゲーム機自社生産から撤退。
- 2001年 - 家庭用ゲーム機製造販売から撤退を表明。大川より850億円の個人資産の寄付を受ける。佐藤秀樹、代表取締役社長就任。社員18人が解雇や賃金カットを不当だとして訴訟を起こす。後、これら行為を撤廃する方向で和解。
- 2002年 - Xbox互換業務用汎用CGボードChihiro発表。ニンテンドー ゲームキューブ互換業務用汎用CGボードTRIFORCE発表。セガ アミューズメント地域会社5社、セガ アミューズメント東京を存続会社とした上で合併し、株式会社セガ アミューズメントに
- 2003年 - 開発子会社のオーバーワークスとワウ エンターテイメントが合併し、セガワウへ社名変更。ユナイテッド・ゲーム・アーティスツをソニックチームへ、セガ・ロッソをヒットメーカーに統合。デジタルレックスを新設。小口久雄、代表取締役社長就任。
- 2004年 - 開発子会社のセガワウ、SEGA-AM2、ヒットメーカー、アミューズメントヴィジョン、スマイルビット、ソニックチーム、デジタルレックスをセガ本体へ統合。サミーと経営統合、セガサミーホールディングス設立。筆頭株主がCSKからサミーに変更となり、サミーの持分法適用関連会社となる。
- 2005年 - セガとしては初のPCアーキテクチャをベースとした業務用汎用CGボードLINDBERGH発表。サミーからゲーム事業をセガ本体へ統合[31]。株式会社セガアミューズメント、株式会社サミーアミューズメントサービスを吸収合併[32]
- 2007年 - これまで会長CEOだったサミー出身の里見治が社長CEO兼COO（6月19日）に就任、社長COOであったセガ出身の小口は副社長に。セガ・ミュージック・ネットワークス全株式をBMB（後にエクシングへ吸収合併）に売却（家庭用通信カラオケ事業はセガが継続）
- 2008年 - 業務用汎用CGボードRINGシリーズ (RINGEDGE, RINGWIDE) 発表。セガ出身でナイキジャパン統括本部長、日本マクドナルドCOOを経た臼井興胤が社長COOに就任、里見治は会長CEOに
- 2009年 - アミューズメント施設運営部門の一部（15店舗）を株式会社ES1として分社化し、ES1全株式をスクウェア・エニックス・ホールディングスへ譲渡（後のタイトー〈3代〉）[33]
- 2012年 - セガ本社3号館並びにセガ本社別館を耐震基準が不十分として閉鎖し、本社を羽田から東品川のカナルサイドビルへ移転（登記上の本店は羽田のまま）。ソーシャルゲーム部門をセガネットワークスとして分社化。アミューズメント施設事業をセガ ビーリンクから商号変更したセガ エンタテインメント（後のGENDA SEGA Entertainment）へ移管
- 2013年 - インデックスの民事再生スポンサーとなる。11月に旧：インデックスから100%子会社のインデックス（旧：セガドリーム）へ旧：インデックスの全事業を譲受。12月にインデックスのアミューズメント事業をセガ本体へ統合
- 2014年 - 資本金を600億円から1億円に減資[34]。

#### 株式会社セガネットワークス（2012年 - 2015年）
- 2012年7月2日 - 株式会社セガから新設分割で設立。同時にネットワーク事業、インターネットその他通信手段を介したゲームアプリケーション等、商品・サービスの企画・開発・設計・販売・配信・管理運営の事業をセガから移管[35]。本社をセガと同じくカナルサイドビルに置く。
- 9月 - 東京ゲームショウに初出展する。
- 11月 - 株式会社ポケラボと、ジョイントベンチャー企業であるSPG laboを共同で設立。
- 12月 - 株式会社f4samuraiと業務提携（後にセガネットワークス→セガゲームスの連結子会社化）。
- 2013年11月 - ファンイベントである「セガネットワークス ファン感謝祭2013」をAKIBA SQUAREで開催。
- 2014年5月 - 本社をカナルサイドビルから泉ガーデンタワー7階へ移転[36]。
- 12月 - 2回目のファンイベントである「セガネットワークス ファン感謝祭2014」を豊洲PITで開催。
- 2015年4月1日 - セガから商号変更された株式会社セガゲームスに吸収合併され解散。旧株式会社セガネットワークスはセガゲームスの社内カンパニーであるセガゲームス セガネットワークスカンパニーとなる。

### 株式会社セガゲームス（2015年 - 2020年）
- 2015年 - セガサミーグループの再編を行い、商号を株式会社セガから、株式会社セガネットワークスを吸収合併の上で株式会社セガゲームスへ変更（ただし英語では1950年代の名称のように「ゲームズ」と濁る）。セガからコーポレート部門、IP管理部門、ITインフラ部門を株式会社セガホールディングスへ、アーケードゲーム事業を株式会社セガ・インタラクティブへ、ジョイポリスなどのエンタテイメントパーク事業を株式会社セガ・ライブクリエイション（後のCAセガジョイポリス株式会社）へそれぞれ新設分割で設立かつ移管。セガゲームスはセガホールディングスの子会社となる[7][8][9][10][11]。同時にf4samuraiをセガネットワークスの子会社からセガゲームスの子会社とする。セガ公式コミュニティであるit-tells（いってる）が正式版へ移行[12]。家庭用通信カラオケ事業から撤退
- 2016年 - CRI・ミドルウェアとの間で、アクロアーツ事業をセガゲームスからCRI・ミドルウェアへ移管することに合意[37]。フランスのゲーム開発会社であるAmplitude Studios SASの全株式を取得[38]。セガネットワークスカンパニーとランサーズの合弁会社であるクロシードデジタル（後のセガ エックスディー）を設立[39]。it-tells（いってる）のサービス終了
- 2017年 - 『戦の海賊』『モンスターギア バーサス』の配信権、『ボーダーブレイクmobile -疾風のガンフロント-』の帰属権をマイネットのグループ会社へ譲渡[40][41][42]。社内カンパニー制廃止。セガネットワークスカンパニーは六本木事業所となる。社長に旧コンシューマ・オンラインカンパニーCEOの松原健二が就任。セガ公式ポイントサービス「Playbit」のサービス開始[43]。
- 2018年 - 本社所在地をカナルサイドビルから、本店所在地を羽田から、西品川にある住友不動産大崎ガーデンタワーへそれぞれ移転[44][45][13][14][15]。ライセンス機能をセガサミーホールディングスへ移管[16]。

### 2代目：株式会社セガ（2020年 - ）
- 2020年
  - 4月1日 - 株式会社セガ・インタラクティブを吸収合併し、商号を（2代目）株式会社セガに変更[17]。
  - 7月7日 - 約20年ぶりにプリントシール機市場へ再参入することを発表[46][47]。
- 2021年
  - 3月30日 - Sega Amusements International Limitedの全株式を、KAIZEN ENTERTAINMENT LIMITEDに譲渡しSega Amusements International Limitedが連結子会社から除外[20]。
  - 4月1日
    - 創業70周年。
    - 株式会社セガグループを吸収合併[18]。
    - 連結子会社となっていた第三セクター企業の「株式会社オアシスパーク」の全株式を中日本高速道路に譲渡し「オアシスパーク」が連結子会社から除外された[19]。
- 2022年
  - 1月28日 - セガが14.9%を保有していたGENDA SEGA Entertainment株式をGENDAへ譲渡[22]。
  - 4月11日 - オンラインクレーンゲームである「セガUFOキャッチャーオンライン」のサービスを開始[23]。
  - 10月13日 - シンガポールにSEGA Singapore Pte. Ltd.を設立[48]。
- 2023年
  - 4月17日 - スマートフォンゲーム「アングリーバード」などを手掛けているフィンランドのゲーム会社「ロビオ・エンターテインメント」をセガヨーロッパを通じて、株式公開買付け（TOB）により買収することを発表[49][50]。
- 2024年
  - 4月1日 - アーケードゲーム事業を株式会社セガ フェイブ（同日付で株式会社セガトイズから商号変更）へ吸収分割により移管[24]。

## 近年の動向
- 2007年5月31日に中華人民共和国でのオンラインゲーム（MMORPG）事業を展開するSega Networks（China） Co.,Ltdを解散し、同事業から撤退した[51]。この影響から中国市場向けに先行テストサービスが予定されていたMMORPG版『シェンムーオンライン』・『サクラ大戦オンライン』・『聖闘士星矢オンライン』・『三国志大戦オンライン』の開発が事実上中断されている（聖闘士星矢―と三国志大戦―は2011年に中国・香港のゲーム会社とライセンス供与契約を締結した[52]）。
- 2008年3月期と2009年3月期において、コンシューマー事業や当時手がけていたアミューズメント施設事業が芳しくない状態が続いた他、当時計画していた複合施設の開発が中止となったことで、2008年3月期並びに2009年3月期の最終赤字は、ドリームキャスト発売当時に次ぐ赤字額となった（2008年3月期は220億8000万円の営業赤字並びに382億8700万円の最終赤字、2009年3月期は118億7800万円の営業赤字並びに318億9500万円の最終赤字）。2008年に約400人、2009年に約560人の希望退職を行うことをそれぞれ発表した。
- 2011年3月11日に発生した東日本大震災を受け、セガは節電対策として、開発担当部署以外の全てのPCをデスクトップPCからノートPCへ変更した他、東糀谷にあったセガ本社3号館並びにセガ本社別館の耐震基準が1981年以前に建築された建築物に適用される旧基準であったことから、社員の安全を考慮して2012年に本社機能をカナルサイドビルへ[53]、当時手掛けていたアーケードゲーム関連の一部機能を横浜にある安田倉庫守屋町営業所内（セガ横浜事業所→セガ・インタラクティブ横浜事業所）へそれぞれ移転した。セガ本社3号館並びにセガ本社別館は2013年5月に売却された後に解体され[54]、セガ本社3号館跡地には2016年7月にニトリ大田大鳥居店が開業した。
- 2015年4月25日に発生したネパール地震を受け、セガゲームスは同年5月31日までの『ファンタシースターオンライン2』、同年5月1日から5月3日までの『ぷよぷよ!!クエスト』・『チェインクロニクル〜絆の新大陸〜』・『オルタンシア・サーガ -蒼の騎士団-』の4タイトルの課金アイテムの全売り上げを日本赤十字社を通じて寄付することを発表した。
- 2016年4月16日に発生した熊本地震を受け、コンシューマ・オンラインカンパニーはパッケージゲーム並びにオンラインゲームの売り上げの一部を、セガネットワークス カンパニーは同年4月25日から4月27日までの『ぷよぷよ!!クエスト』・『チェインクロニクル〜絆の新大陸〜』・『オルタンシア・サーガ -蒼の騎士団-』・『モンスターギア バースト』・『戦の海賊』・『アンジュ・ヴィエルジュ〜第2風紀委員 ガールズバトル〜』の6タイトルの課金アイテムの全売り上げを、それぞれ特定非営利活動法人アジアパシフィックアライアンス・ジャパンを通じて寄付することを発表した[55]。
- ソニックシリーズ並びにぷよぷよシリーズ発売25周年を記念して、2016年11月14日から12月17日まで、京浜急行電鉄とのコラボレーション企画である「京急×セガ」を実施した。内容は、2100形電車「BLUE SKY TRAIN」にソニックとぷよぷよをラッピングした「京急セガトレイン」として運行した他、羽田オフィス（セガ羽田1号館・2号館）の最寄り駅である京急空港線大鳥居駅の駅名版に装飾を施した[56]。
- 2017年からはスマートフォンゲームの配信権などの移管も行われており、『戦の海賊』は同年2月にマイネットゲームスへ配信権が譲渡された。同年3月には『モンスターギア バーサス』の配信権をC&Mゲームスへ譲渡する契約を締結した他、同年4月には『ボーダーブレイクmobile -疾風のガンフロント-』の帰属権をマイネットエンターテイメントへそれぞれ譲渡する契約を締結した。『夢色キャスト』も当初は運営権をマイネットゲームスへ移管する予定であったが、両社の折り合いが付かず、最終的にマイネットゲームスへの業務委託契約へ変更された[57]。2019年8月に「リボルバーズエイト」の運営権がマイネットに移管され、同年10月に「共闘ことばRPG コトダマン」はXFLAGに移管された。
- 海外事業においては、2016年に台湾にて日本のゲームメーカーとしては初めて、コンシューマゲームソフトのメーカー直販を開始した他（子会社のアトラスのタイトルも含む、台湾における販売はセガホールディングスの現地子会社であるSega Amusements Taiwanが担当）[58]、2017年には日本一ソフトウェアのPlayStation 4対応タイトル5作品をアジアにおける販売ライセンスを獲得した[59]。2018年には日本一ソフトウェア、アクアプラス、マーベラス、メディアスケープ各社の計7作品のアジアにおける販売ライセンスを獲得した。これらの7作品におけるアジアでの発売は、セガゲームスが繁体中文やハングルに翻訳した上で発売されることになっている[60]。
- 2018年4月8日、産経新聞の取材により「メガドライブ」の復刻版の販売を検討していると報じられた[61]。
- 2020年11月4日、一部アーケードゲーム開発スタッフを、コンシューマゲームやスマートフォンゲーム開発部門へ配置転換させる方向であることが報じられた[62][63]。
- 2020年12月1日、f4samuraiがセガサミーグループから離脱[64]。
- 2023年2月17日、報酬制度を改定し、同年7月1日より従業員の月額平均給与を約30%引き上げることを発表[65]。
- 2024年4月26日、ナツメアタリとの間で日本およびアジア市場向け新作パッケージタイトルに関するサブパブリッシング契約を締結した。日本およびアジア市場におけるナツメアタリの新作タイトルの製造・販売は、セガが担当する[66]。

## 事業
2代目のセガはコンシューマーを手掛けている。

### コンシューマー事業

#### タイトル版権の譲受
自社開発タイトルの他にも、事業停止や経営破綻したゲームメーカーからタイトルの版権や各種権利を譲受することもある。
1998年3月に和議を申請したコンパイル（2003年11月に破産）から、和議申請と同時に『ぷよぷよ』の知的財産権を、コンパイルにおける『ぷよぷよ』の商標使用権が切れた直後の2003年には『ぷよぷよ』の販売権をそれぞれ譲受している。
アトラスブランドを保有していたインデックスが2013年6月に民事再生手続を申請し（旧：インデックスは2014年4月に民事再生手続廃止の上、同年7月に破産）、2013年9月にセガがインデックスの再生スポンサーとなったと同時に、セガは事業引受会社となる100%子会社のセガドリームを設立した。同年11月にインデックスの新旧分離とこれに伴うアトラスの全権利を譲受したと同時に、セガドリームの社名はインデックス（後のアトラス〈新社〉）に変更された。これによりセガは子会社を通じてではあるものの、アトラスの人気シリーズである『真・女神転生』シリーズ（『ペルソナ』シリーズ含む）、『世界樹の迷宮』シリーズなどのアトラスの全権利を手に入れることとなった。
2015年4月に経営危機が表面化したイメージエポック（2015年5月に破産）から、『セブンスドラゴンシリーズ』の開発権並びに『STELLA GLOW』の発売権をそれぞれ譲受している（知的財産権は親会社であるセガホールディングスが譲受）。
2016年9月にテクノソフトの全権利を保有していたトゥエンティワンから、テクノソフトが発売していた全作品の製造・販売権を譲受している（知的財産権は親会社であるセガホールディングスが譲受）。
2013年1月にはTHQの初代法人から『ウォーハンマー40,000:スペースマリーン』のIPを取得している他、セガトイズ（セガヨネザワから自動的に引き継いだ作品も含む）の一般向けゲーム機向けタイトルから撤退による関連作品や、サミーがコンピュータゲーム事業からの撤退で譲受した作品のIPを保持している。サミーから譲受した作品のうち、『GUILTY GEARシリーズ』は、程なくして開発元のアークシステムワークスに知的財産権と発売・販売権を譲渡したため、同社の完全自社版権となった格好。
尚、『ぷよぷよ』、『セブンスドラゴンシリーズ』、『STELLA GLOW』、テクノソフトの作品の知的財産権は後述の通りセガホールディングスが保有し、セガゲームスは開発・製造・販売のみを担当している。子会社のアトラスの権利はアトラスとセガの共同保有となっている。

### 過去
完全撤退した事業とグループ会社に移管した事業が存在する。

#### 家庭用ゲーム機事業
旧セガ時代に手掛けていた家庭用ゲームハード事業では、SG-1000、セガ・マークIII、メガドライブ、セガサターン、ドリームキャストなどをリリースしている。
1980年代末までは、まだセガ・マスターシステムが世界的にはヒットしていなかったため、SC-3000・SG-1000向けソフトのROMをポニーが買い取った上でのMSX向けライセンス移植や、アーケードのタイトルに限り、知的財産権の使用許諾を他社のゲーム機やパソコンに他のソフトメーカーに向けて取っていたが、メガドライブの世界的なヒット以降は、このような措置を取らなくなった。
1980年代末頃、家庭用ゲーム機で自身の特許（知的財産権）を侵害されたとしてアメリカの発明家 ジャン・コイルがセガと任天堂に対して訴訟を起こした。任天堂はライセンス料を支払うかたちで和解するも、セガは最高裁判所まで争い、1992年に57億円の支払いを命ずる判決が下される結果となった（ジャン・コイル事件）。
1994年末に発売したセガサターンが、ソニー・コンピュータエンタテインメント（後のソニー・インタラクティブエンタテインメント）のPlayStationや1996年発売のNINTENDO 64との間でシェア争いが起こった。宣伝でセガサターンでは藤岡弘、演じるせがた三四郎を起用。ドリームキャストではプロデューサーの秋元康を社外取締役に招聘し、広告宣伝費に約130億円を投じて当時の役員湯川英一を起用したCMを放映するなど大々的に宣伝したがトップシェアを得ることはできなかった。かつてセガサターン事業部長やドリームキャスト事業部門担当を務め、セガホールディングス代表取締役社長兼セガゲームス取締役を務める岡村秀樹は後のインタビューで「アーケードゲームは強かったが、家庭用ゲームに対するマーケットインは弱かった」と語っている。
1999年、既に撤退していた携帯型ゲーム機に限り、他社のプラットフォーム（ワンダースワン・ゲームボーイ・ネオジオポケット）に向けたセカンドパーティーへの再参入を表明。セガ自体は開発や版権使用許諾のみであり、販売は他社に委託する形式だった。
2001年1月31日に家庭用ゲームハード製造事業からの撤退および他社据置型ゲーム機（SCE・任天堂・マイクロソフトのXbox）へのソフト供給を「構造改革プラン」として発表し、それと同時に、携帯型ゲーム機も含めて自社からの販売へと段階的に移行する形で日本法人では初めてのサードパーティーに参入した。以後、他社プラットフォーム向けのソフトウェア供給に専念している。『ソニックシリーズ』、『バーチャファイターシリーズ』、『サクラ大戦シリーズ』等の人気シリーズがそれに該当した。

#### アーケードゲーム事業
コンシューマゲーム進出前からの主力事業で、1964年に進出。アーケードゲームやゴルフ製品の開発・生産・販売、ALL.Net、セガプライズ・SEGAラッキーくじなどの関連事業を手掛けていたが、2015年4月1日にセガから新設分割で設立された株式会社セガ・インタラクティブへ一時事業移管。同時に「セガ第一研究開発本部」並びに「セガ第二研究開発本部」（旧：SEGA-AM2）も、「セガ・インタラクティブ第一研究開発本部」並びに「セガ・インタラクティブ第二研究開発本部」となった。セガ・インタラクティブを吸収合併したのにに伴い、2020年4月1日付で再度セガが手掛ける事になったが、2024年4月1日に株式会社セガトイズから商号変更された株式会社セガ フェイブへ吸収分割により再度移管。

#### アミューズメント施設事業
アーケードゲーム事業と同じくコンシューマゲーム進出前からの主力事業で、1965年に進出。「セガワールド」「セガアリーナ」「ハイテクランドセガ」「クラブセガ（CLUB SEGA）」「ギーゴ（GIGO）」「岡山ジョイポリス」「サミーズレグノ」「サミーズストリート」などを直営もしくは株式会社セガ アミューズメントが運営していたが、2012年10月1日に株式会社AGスクエアを吸収合併して株式会社セガ ビーリンクから商号変更した株式会社セガ エンタテインメントへ事業を再移管。
2020年12月30日に当時の親会社であったセガグループが保有していたセガ エンタテインメント株式の内85.1%をGENDAへ譲渡した。セガ エンタテインメントの商号も株式譲渡当日に株式会社GENDA SEGA Entertainmentへ変更。セガ（2021年3月まではセガグループ）は残り14.9%のGENDA SEGA Entertainment株式を保有していたが、2022年1月28日にセガが保有していたGENDA SEGA Entertainmentの全株式をGENDAへ譲渡したと同時に、商号をGENDA GiGO Entertainmentへ再度変更したのと同時に、セガサミーグループは57年間続けてきたアミューズメント施設事業から撤退。同年3月以降から順次セガの名前を冠した展開するゲームセンターも「GiGO」の商号を一年ぶりに復活する形で変更された。

#### エンタテインメントパーク事業
1994年7月に開業した横浜ジョイポリスを皮切りに各地エンタテインメントパークであるジョイポリスを各地に開業させ、さらに2013年8月に「Orbi Yokohama」を開業させてセガ直営で運営してきたが、東京ジョイポリス・梅田ジョイポリス・Orbi Yokohamaの3施設は2015年4月1日にセガから新設分割で設立された株式会社セガ・ライブクリエイションへ事業移管。2017年1月1日付でセガサミーホールディングスが保有していたセガ・ライブクリエイション株式の内85.1%が譲渡されたと同時に、セガサミーグループは東京ジョイポリス・梅田ジョイポリスの運営からは撤退し、Orbi Yokohamaは同日付で当時セガの親会社であったセガグループへ運営移管。
セガ・ライブクリエイションは株式譲渡当日にCAセガジョイポリス株式会社へ商号変更。Orbi Yokohamaは2020年12月31日で閉館となったと同時に、セガサミーグループは施設運営事業から撤退。

#### 業務用カラオケ事業
1994年にセガが子会社のセガ・ミュージック・ネットワークスを設立し、「セガカラ」の名で業務用カラオケ事業に参入したが、後の不振により、2007年9月1日にセガ・ミュージック・ネットワークスの全株式を株式会社BMB（後に株式会社エクシングへ吸収合併）へ譲渡し業務用カラオケ事業から撤退。

#### 玩具事業
1980年代にTOY事業部（玩具事業）を立ち上げ、ピッチングマシン玩具の「ロボピッチャ」（湯川英一がテレビCMに出演）や、光線銃（テレビアニメとのタイアップに伴い「ジリオン」に改称）などの製品をリリースした。代表的な外部版権ものは、1988年から『それいけ!アンパンマン』の玩具群をアガツマ（ピノチオ）を中心に、バンダイやトーホー（現ジョイパレット）と共同で展開した。
また、メガドライブと同じ性能の幼児向けに作られたテレビ絵本の「キッズコンピュータ・ピコ」や、1996年にリリースしたゲームギアの事業を移管し、子供向けに絞られた同一ハードの「キッズギア」も玩具事業の管轄となっていた。
1994年5月にセガが株式会社ヨネザワを買収し、株式会社セガ・ヨネザワに社名を変更している。それ以降は当社の玩具事業とグループ内で競合する状態が続いていたが、1998年4月に『ピコ』や『アンパンマン玩具』などの商品も完全にセガ・ヨネザワに移管する形で玩具事業から撤退し、それと同時にセガ・ヨネザワは株式会社セガトイズに社名を変更された。ただし、セガ株式会社が商標権を保有するセガの共通ロゴは、2000年から2020年までの間、使用していなかった。株式会社セガトイズは前述の通り2024年4月1日付で株式会社セガ フェイブに商号変更された。

#### 自動車教習所向けドライビングシミュレーター事業
かつては自動車教習所向けのドライビングシミュレーターもセガ自体からリリースされていたが（『免許の鉄人』としてアーケードマシン化）。
セガ撤退以降はセガ・ロジスティクスサービス（開発・製造・販売）に移管している。

## 製品

### アーケードゲーム事業
1973年にアタリが発売した『ポン』のコピーゲームである『ポントロン』から参入した。

### 家庭用ゲーム機
いずれもセガ・エンタープライゼス時代のもの。
- SG-1000
  - SC-3000
  - オセロマルチビジョン、SG-1000II
- マークIII（SG-1000III）
  - マスターシステム（SG-1000IV）
- メガドライブ
  - テラドライブ
  - メガCD
  - スーパー32X
- セガサターン
- ドリームキャスト
- ゲームギア
- キッズコンピュータ・ピコ
- レーザーアクティブ
- アドバンスピコ・ビーナ

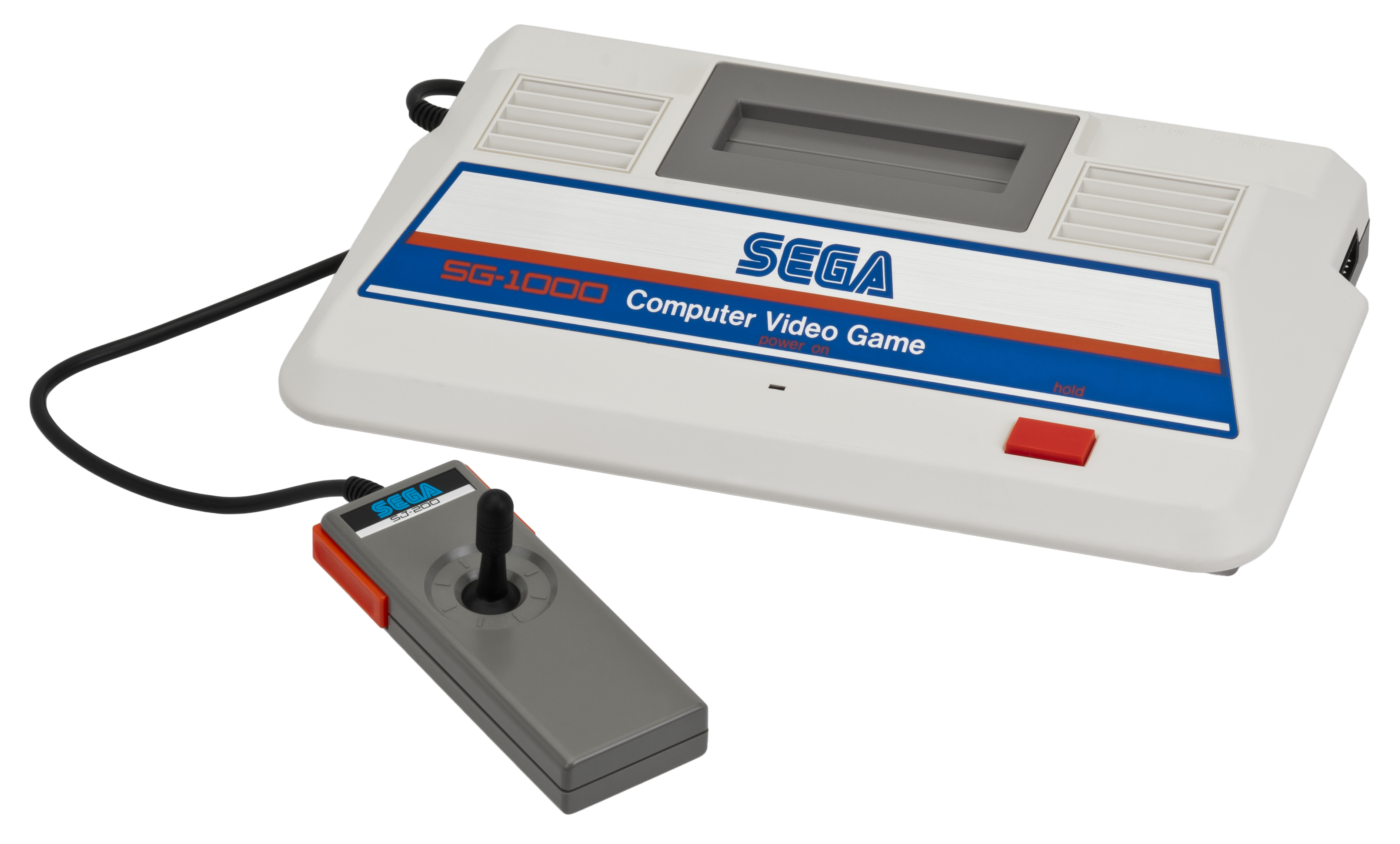
SG-1000（1983年）
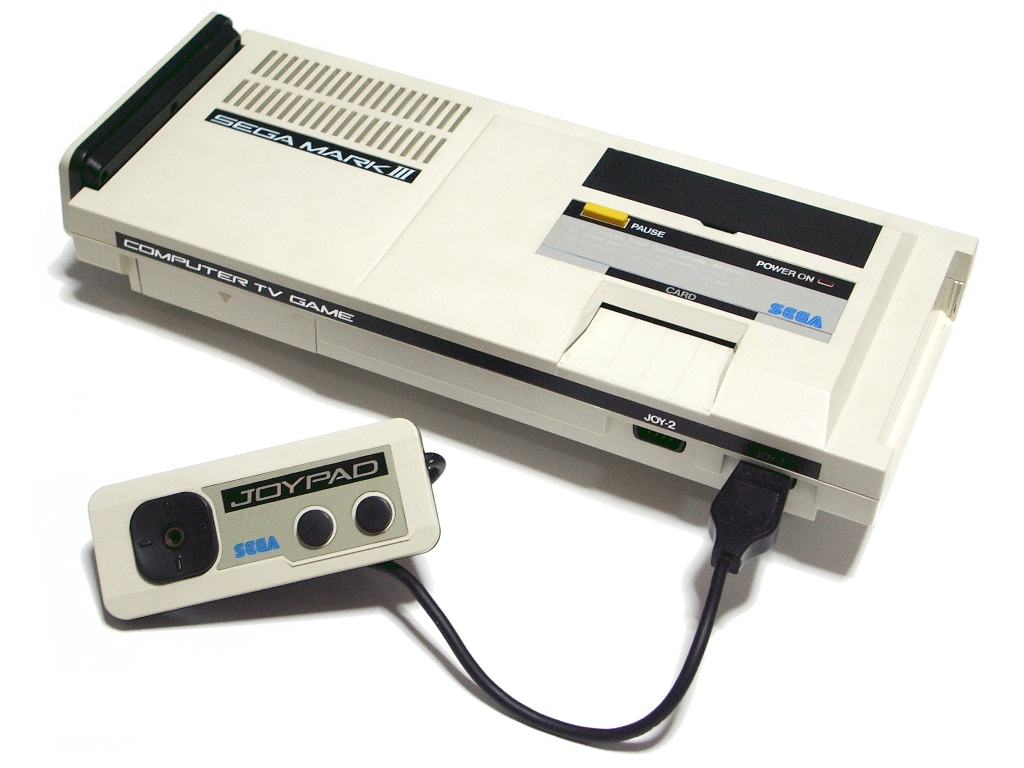
セガ・マークIII（1985年）
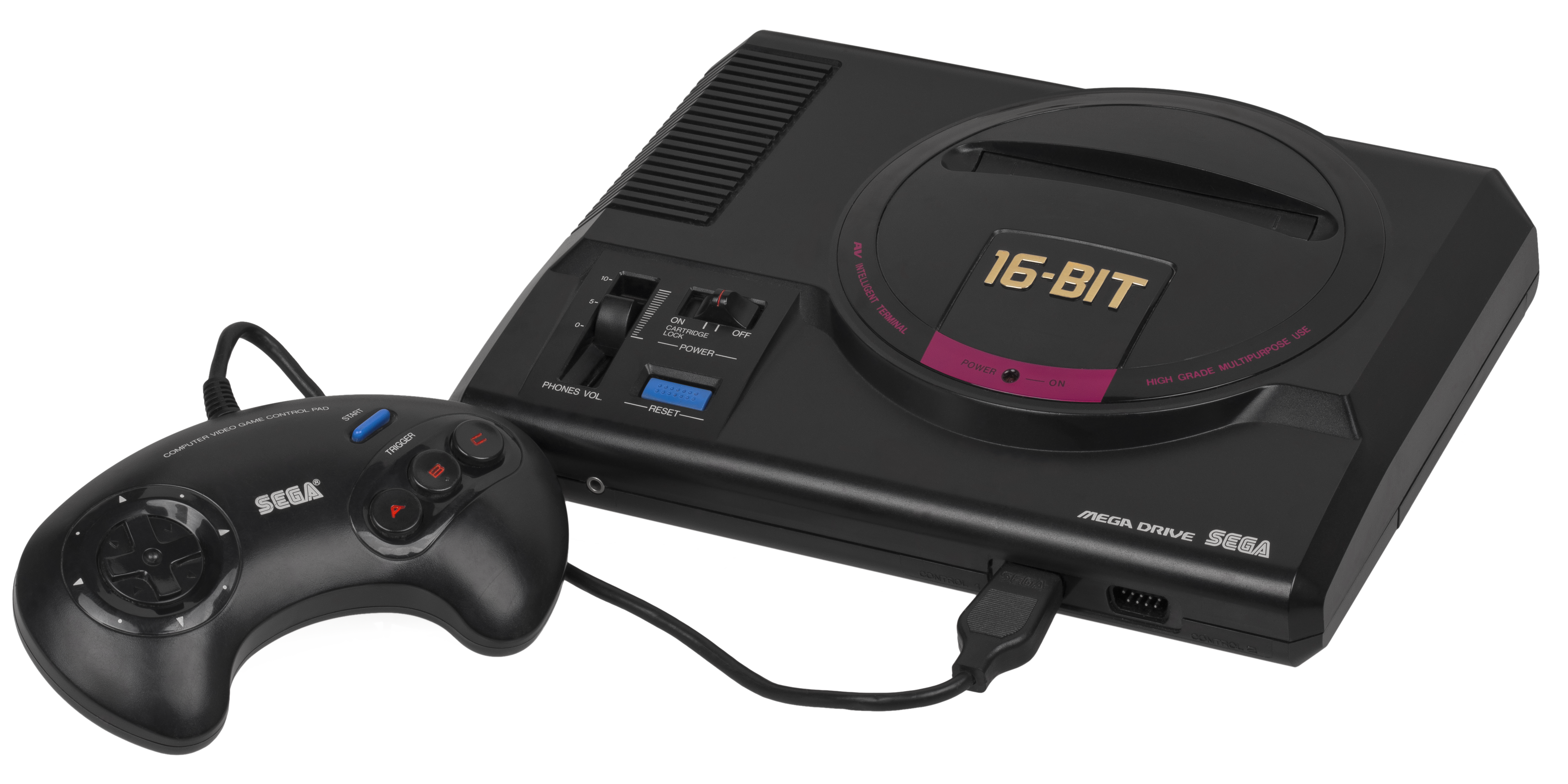
メガドライブ（1988年）
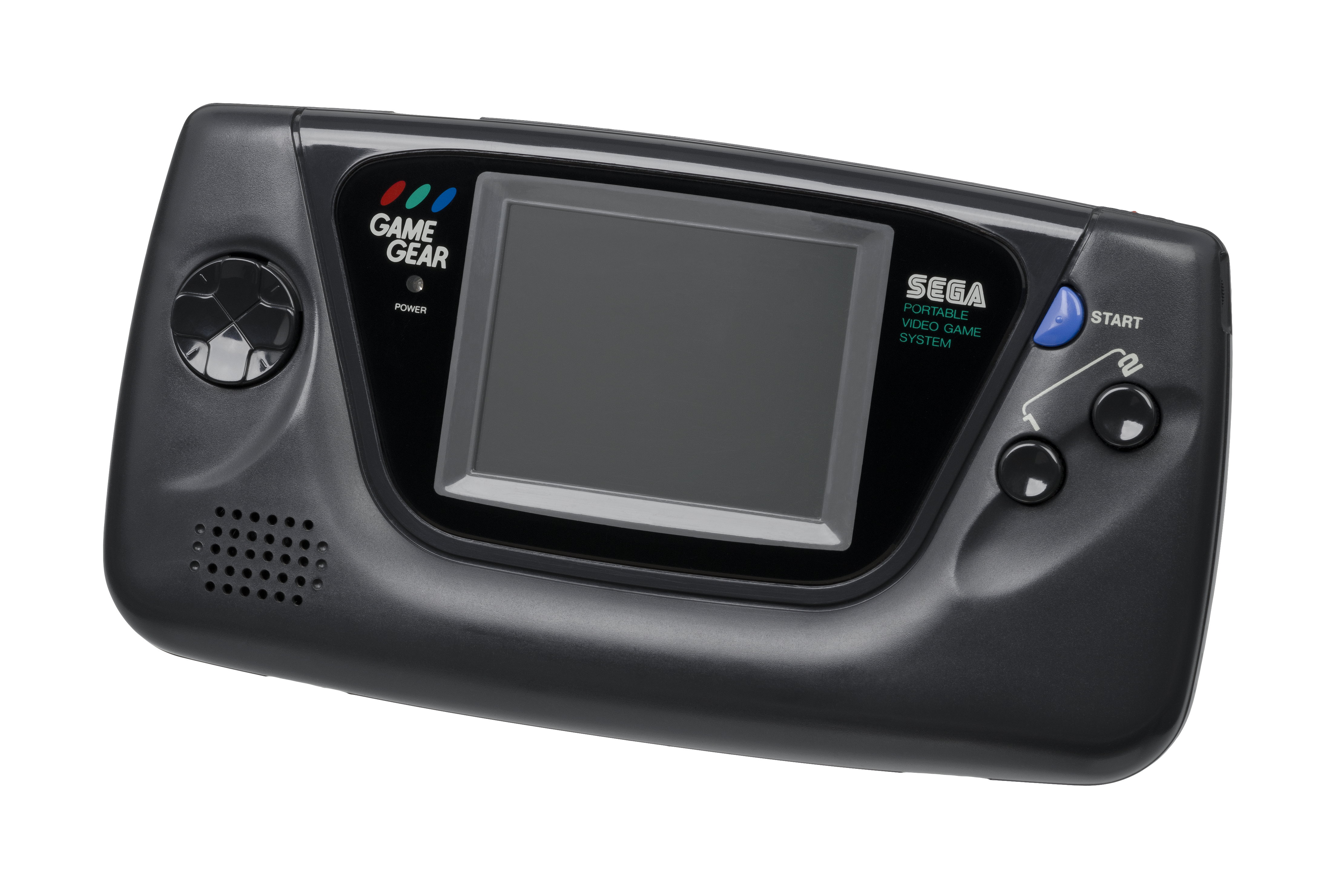
ゲームギア（1990年）
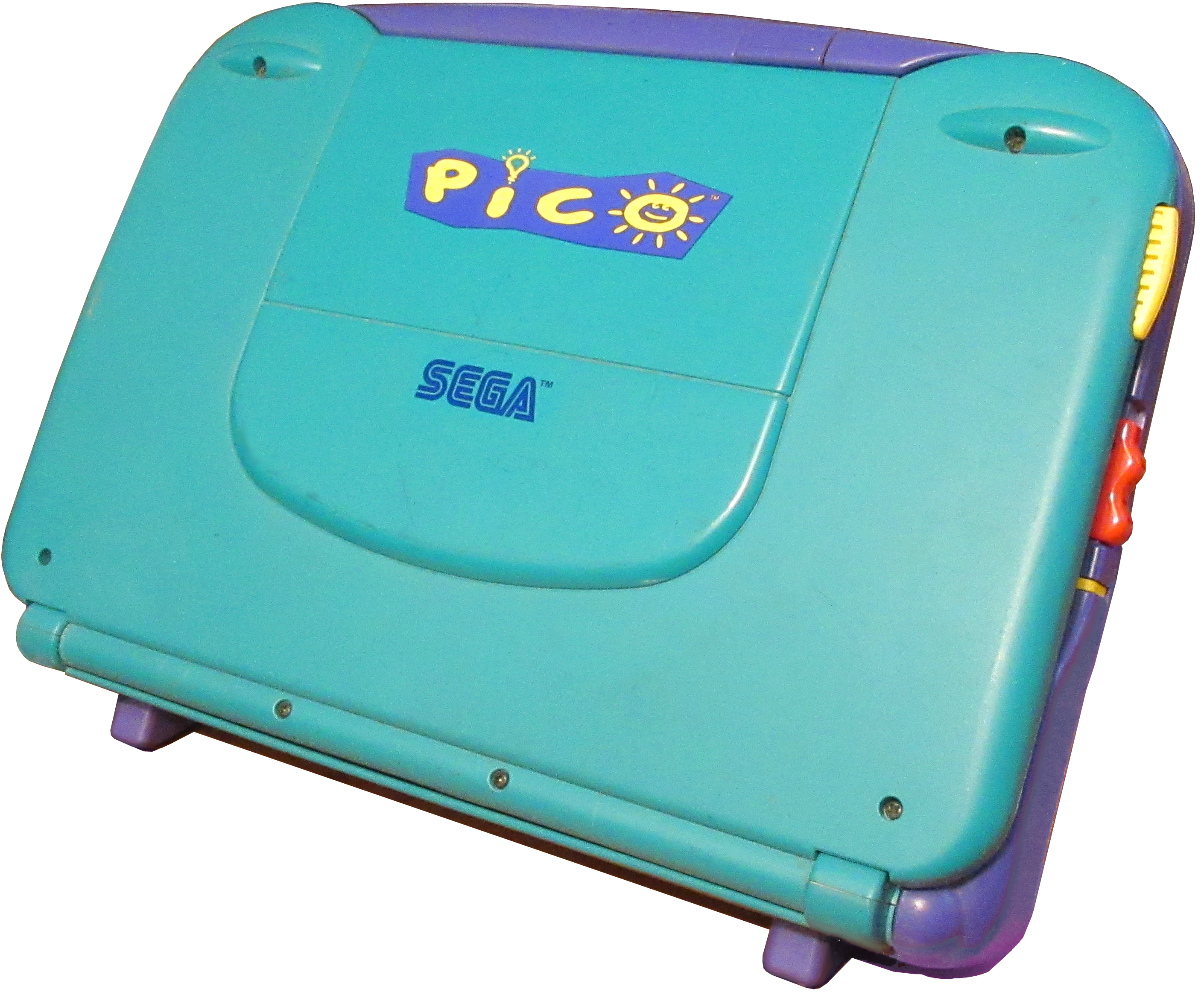
キッズコンピュータ・ピコ（1993年）
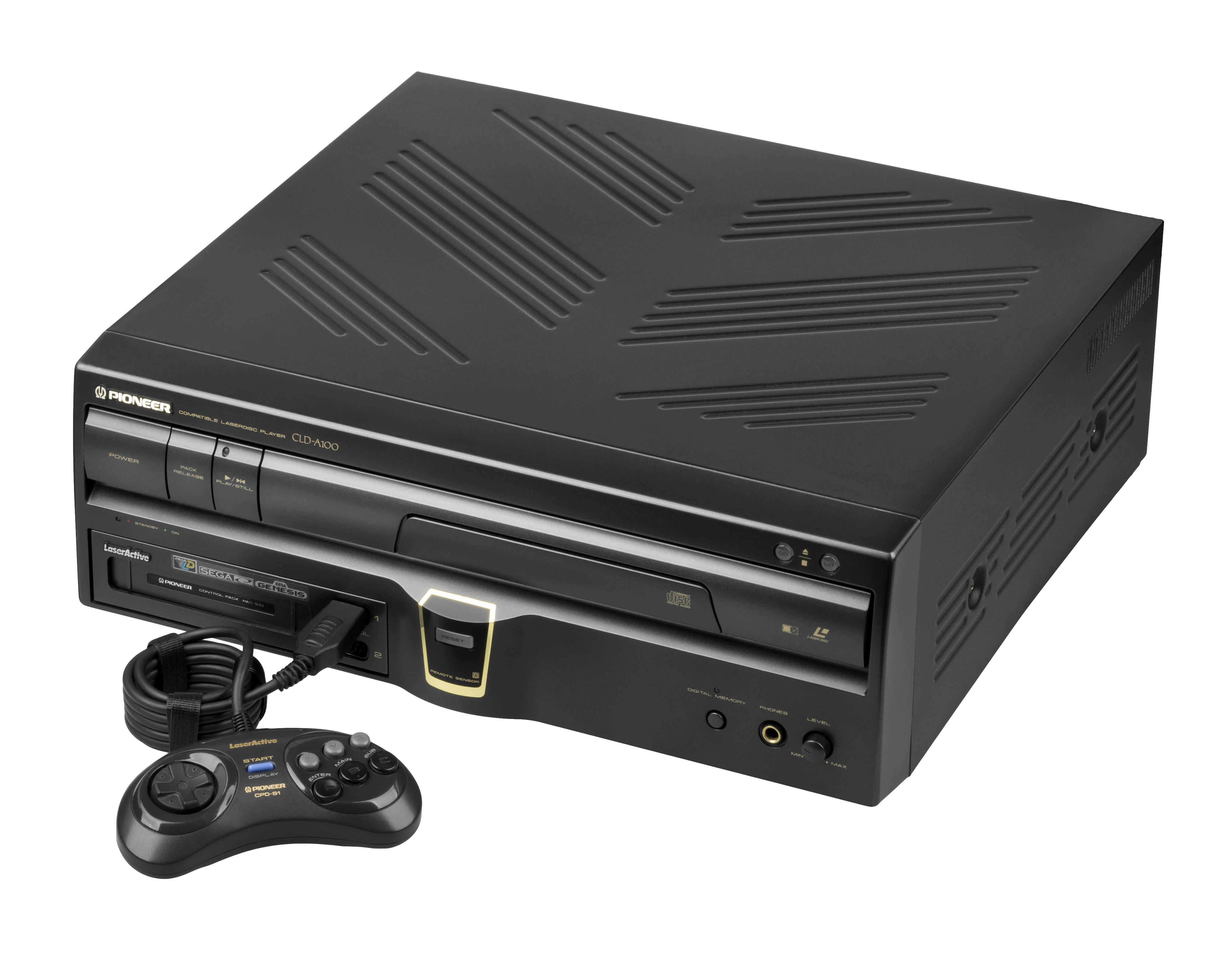
レーザーアクティブ（1993年）
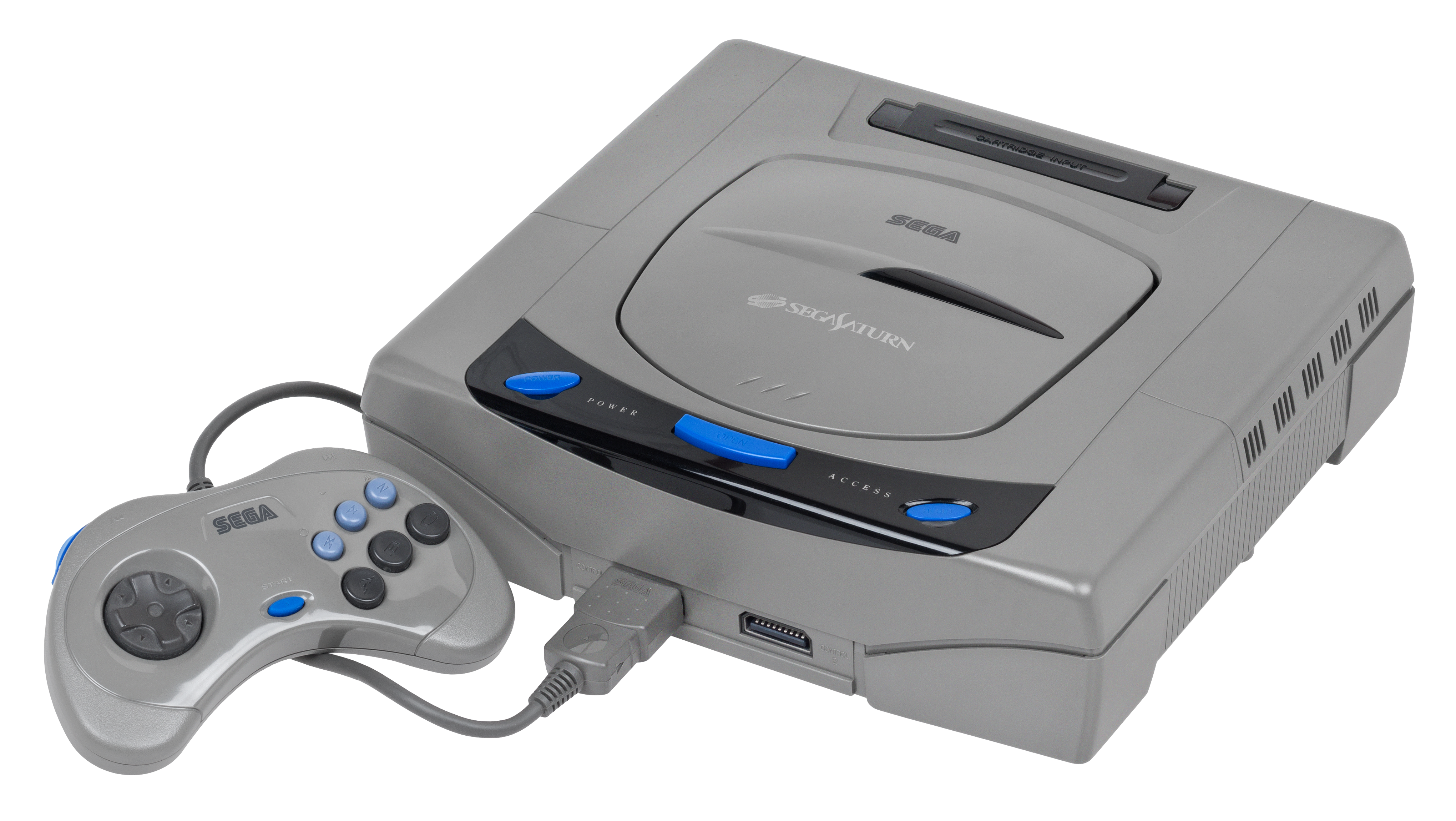
セガサターン（1994年）
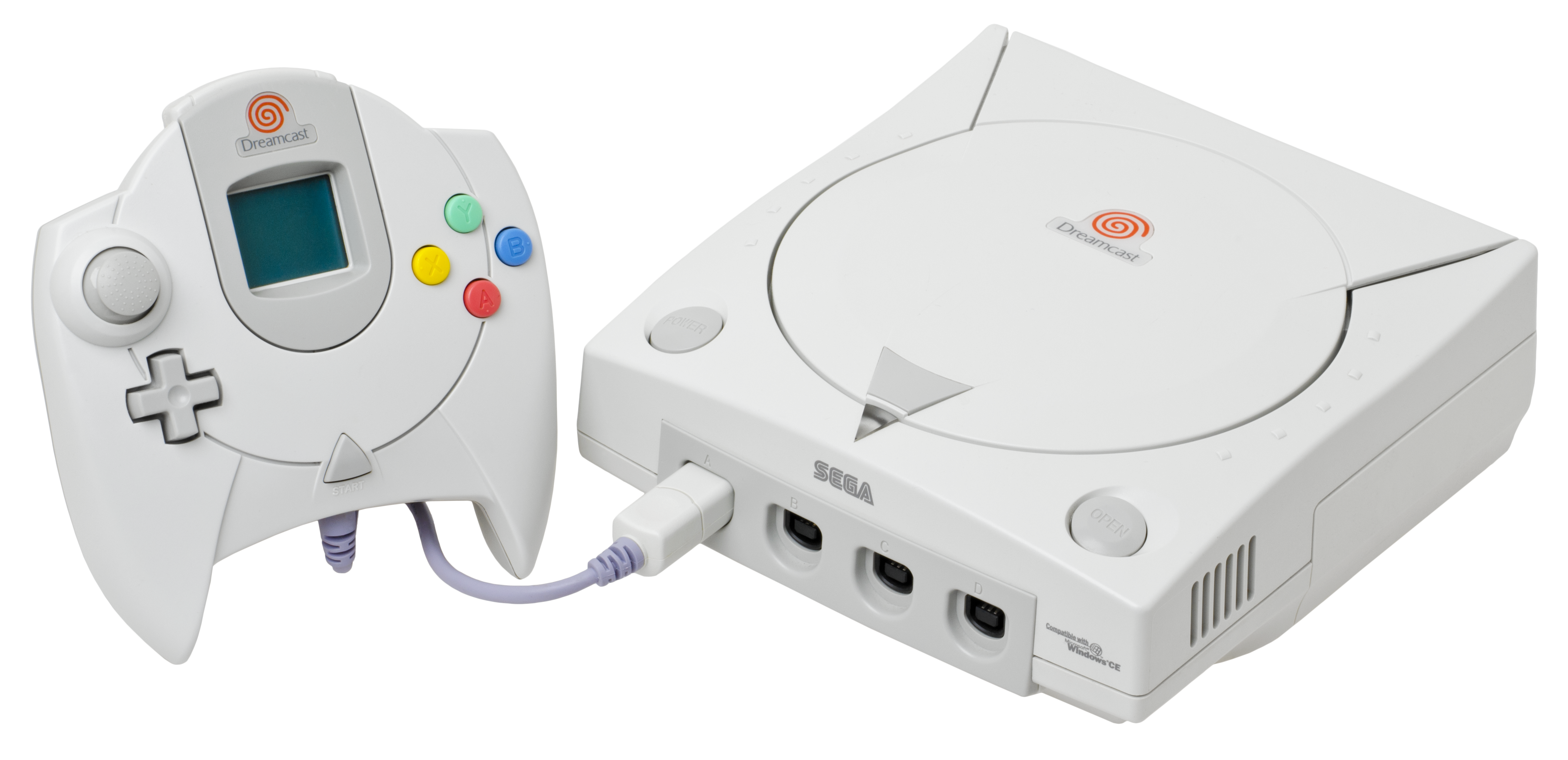
ドリームキャスト（1998年）

### 知育エンターテインメントサービス
- テレビーナ

### コンシューマゲーム作品
セガより発売されたゲームソフトで、日本国内での売り上げ本数100万本を突破したものは、現時点では1995年のセガサターン用『バーチャファイター2』と2006年のニンテンドーDS用『オシャレ魔女♥ラブandベリー DSコレクション』の2本のみである（『ソニックアドベンチャー』、『ソニックアドベンチャー2』については、リメイク作品の『ソニックアドベンチャーデラックス』、『ソニックアドベンチャー2バトル』を含めると100万本を突破している）。セガサミーホールディングス全体でも100万本を突破したゲームタイトルはサミーがセガにゲーム部門を統合する前年の2004年に発売されたタイトルも含めて3本である。PlayStation 2用で発売された『実戦パチスロ必勝法！北斗の拳』がそれにあたり、パチンコ・パチスロシミュレーターゲームで唯一100万本を突破している。
国外ではジェネシス（国外版メガドライブ）、ドリームキャストやゲームボーイアドバンス、ニンテンドー ゲームキューブなどでの『ソニック・ザ・ヘッジホッグ / ソニックアドバンス / ソニックアドベンチャーシリーズ』や、スポーツゲームではESPNブランドもしくはSega Sportsブランドでの北米メジャースポーツ「NBA / NFL / NHL」シリーズなどでミリオンセラーを連発しており、また、ドリームキャスト用ソフト「シェンムー」や「クレイジータクシー」、PlayStation 2版「バーチャファイター4」などは日本国内、海外を含めた全世界累計での販売本数がミリオンセラーを記録している。
任天堂との共同開発（海外ではセガの販売）である「マリオ&ソニック AT 北京オリンピック」「マリオ&ソニック AT バンクーバーオリンピック」は2作あわせて1,900万本（全世界）の大ヒットとなっている。
なお、以下ゲームタイトルは各ジャンル毎に五十音順に並んでいる。

#### 家庭用ゲーム
アクションゲーム

- アイラブドナルドダック グルジア王の秘宝
- アイラブミッキーマウス ふしぎのお城大冒険
- アイラブミッキー&ドナルド ふしぎなマジックボックス
- 赤ちゃんはどこからくるの?
- ASTRO BOY・鉄腕アトム -アトムハートの秘密-
- アラジン
- アレックスキッドシリーズ
- E-SWAT
- エイリアンシンドローム
- エイリアンストーム
- エイリアンソルジャー
- エコー・ザ・ドルフィン
- おそ松くんハチャメチャ劇場
- カオティクス
- ガーディアンヒーローズ
- ガンスターヒーローズ
- きみのためなら死ねる
- Kunoichi -忍-
- クラックダウン
- クロックワークナイト 〜ペパルーチョの大冒険
- コミックスゾーン
- ゴールデンアックスシリーズ
- ザ・スーパー忍
- ザ・スーパー忍II
- ジ・ウーズ
- ジェットセットラジオシリーズ
- 地獄だい好き Hell Yeah!
- 忍 -SHINOBI-
- Shinobi
- Shinobi 3D
- ジャイアントエッグ 〜ビリー・ハッチャーの大冒険〜
- シャドーダンサー ザ・シークレット・オブ・シノビ
- 獣王記
- 新選組群狼伝
- スーパーモンキーボールシリーズ
- スパイクアウト
- 青春スキャンダル
- せがた三四郎 真剣遊戯
- ソード・オブ・ソダン
- ソニックシリーズ
  - 主人公の「ソニック・ザ・ヘッジホッグ」はセガのマスコットキャラクター。
- ゾンビリベンジ
- ダイナマイト刑事シリーズ
- ダイナマイトヘッディー
- 超音戦士ボーグマン
- どろろ
- ナイツシリーズ
- ナップルテール Arsia in Day dream
- NINKU -忍空-
- バーニングレンジャー
- バイナリー ドメイン
- パルスマン
- ファンタジア ミッキーマウス・マジック
- フリッキー
- ベアナックルシリーズ
- ベヨネッタ
- ペンゴ
- ボナンザブラザーズ
- マイケル・ジャクソンズ・ムーンウォーカー
- マクドナルド トレジャーランド・アドベンチャー
- まじかる☆タルるートくん
- マジン・サーガ
- マックス アナーキー
- ミッキーマニア
- ライラの冒険 黄金の羅針盤
- リスター・ザ・シューティングスター

アクションアドベンチャーゲーム

- クロヒョウ 龍が如く新章
- クロヒョウ2 龍が如く 阿修羅編
- JUDGE EYES:死神の遺言
- LOST JUDGMENT 裁かれざる記憶
- シェンムー
- ドラえもん のび太と緑の巨人伝DS
- 龍が如くシリーズ

アドベンチャーゲーム

- アキハバラ電脳組パタPies!
- 忌火起草
- かまいたちの夜×3 三日月島事件の真相
- 機動戦艦ナデシコ The blank of 3years
- Candy Stripe 〜みならい天使〜
- グラウエンの鳥籠
- 月花霧幻譚〜TORICO〜
- サクラ大戦シリーズ
- 修羅の門
- 少女革命ウテナ いつか革命される物語
- 新世紀エヴァンゲリオン 2nd Impression
- 涼宮ハルヒの直列
- 涼宮ハルヒの並列
- デストロイ オール ヒューマンズ!
- ニュールーマニア ポロリ青春
- ブラック・ジャック 火の鳥編
- 夢見館の物語
- 428 〜封鎖された渋谷で〜
- ラブひな 突然のエンゲージ・ハプニング
- ROOMMANIA＃203
- レンタヒーローシリーズ

音楽ゲーム

- サンバDEアミーゴ!シリーズ
- シャカッとタンバリン
- スペースチャンネル5シリーズ
- 初音ミク -Project DIVA-シリーズ
- 初音ミク and Future Stars Project mirai
- ミラクルガールズフェスティバル
- リズム怪盗R 皇帝ナポレオンの遺産
- レッツタップ

シューティングゲーム

- 赤い光弾ジリオン
- 阿修羅
- R360
- アフターバーナー
- VANQUISH
- SDI
- カルテット
- ガンヴァルキリー
- ギャラクシーフォース
- KILLZONE
- クロムハウンズ
- ゲイングランド
- ゴーストスカッド
- コンフィデンシャルミッション
- Condemned: Criminal Origins
- ザクソン
- ザ・ハウス・オブ・ザ・デッドシリーズ
- サンダーブレード
- スペースハリアー
- 電脳戦機バーチャロンシリーズ
- トランキライザーガン
- バーチャコップ
- パンツァードラグーンシリーズ
- ファンタジーゾーン
- Rez

シミュレーションゲーム

- アドバンスド大戦略シリーズ
- 己のダンジョン
- Jリーグプロサッカークラブをつくろう!シリーズ
- シーマン
- セガガガ
- ゼルドナーシルト（開発はコーエー）
- ダービー馬をつくろう!
- テラ ファンタスティカ
- 天下人
- ハイブリッド・フロント
- フル スペクトラム ウォリアー
- バハムート戦記
- プロ野球チームをつくろう!シリーズ

スポーツゲーム

- ああ播磨灘
- ウィンターヒート
- 完全中継プロ野球グレイテストナイン
- 激闘プロ野球 水島新司オールスターズVSプロ野球
- ゲットバス
- ジャイアントグラム 〜全日本プロレス
- Jリーグプロストライカー
- ソウル・サーファー
- 珍スポーツ（英語版）
- デカスリート
- バーチャアスリート
- バトルゴルファー唯
- パワースマッシュシリーズ
- バーチャストライカーシリーズ
- ビクトリーゴール
- マリオ&ソニック AT 北京オリンピック
- マリオ&ソニック AT バンクーバーオリンピック
- マリオ&ソニック AT ロンドンオリンピック
- 宮里三兄弟内蔵 SEGA GOLFCLUB

オンラインゲーム

- あつまれ!ぐるぐる温泉
- ファンタシースターオンラインシリーズ
- ファンタシースターユニバース
- ファンタシースターポータブル

対戦型格闘ゲーム

- GUILTY GEARシリーズ
- ザ・ランブルフィッシュ
- ソニック・ザ・ファイターズ
- ダークエッジ
- 電撃文庫 FIGHTING CLIMAX
- バーチャファイターシリーズ
- ファイティングバイパーズシリーズ
- ファイターズメガミックス
- BLEACHシリーズ
- 北斗の拳 審判の双蒼星 拳豪列伝
- 幽☆遊☆白書 魔強統一戦
- LAST BRONX -東京番外地-

テーブルゲーム

- カルドセプト
- ザ・ピンボール・オブ・ザ・デッド
- 3D麻雀 激牌
- ドラえもんWii ひみつ道具王決定戦!
- 観て聴いて脳で感じてクロスワード天国

パズルゲーム

- コラムスシリーズ
- SWITCH
- タントアールシリーズ
- チューチューロケット!
- ばくばくアニマル
- 花組対戦コラムス
- ブロクシード
- ぷよぷよ、ぷよぷよフィーバーシリーズ

レースゲーム

- アウトラン
- 頭文字Dシリーズ
- エイティーン・ホイーラー
- F355 Challenge
- F-ZERO AX
- エンデューロレーサー
- Crazy Taxiシリーズ
- Juiced〜チューンドカー伝説〜
- セガツーリングカーチャンピオンシップ
- セガGTシリーズ
- セガラリーシリーズ
- ソニックドリフト
  - ソニックドリフト2
- ソニックR
- ソニック&セガ オールスターズ レーシング
- ソニック&オールスターレーシング トランスフォームド
- デイトナUSA
- バーチャレーシング
- パワードリフト
- ハングオン
- マンクスTT スーパーバイク
- モナコGPシリーズ
- RAD MOBILE

ロールプレイングゲーム

- 蒼き革命のヴァルキュリア
- AZEL -パンツァードラグーン RPG-
- ヴァーチャルハイドライド
- ヴァーミリオン
- エターナルアルカディア
- エターナルレジェンド 永遠の伝説
- エンド オブ エタニティ
- サージングオーラ
- シャイニング・シリーズ
- シャダム・クルセイダー 遥かなる王国
- 新創世記ラグナセンティ
- STELLA GLOW
- ストーリー オブ トア 〜光を継ぐ者〜
- セガガガ
- セブンスドラゴンシリーズ
- 戦場のヴァルキュリアシリーズ
- ドラえもん のび太の恐竜2006 DS
- ドラえもん のび太の新魔界大冒険DS
- ドラゴンフォース
- ドラマチックダンジョン サクラ大戦 〜君あるがため〜
- ナップルテール
- 日本代表チームの監督になろう! 世界初、サッカーRPG
- バーチャファイター サイバージェネレーション 〜ジャッジメントシックスの野望〜
- ハンドレッドソード
- ヒーローバンク
- ファンタシースターシリーズ
- 不思議のダンジョン 風来のシレン外伝 女剣士アスカ見参!
- 不思議のダンジョン 風来のシレン3 からくり屋敷の眠り姫
- ブレイザードライブ
- 魔法騎士レイアース
- 無限航路
- モンスターワールドシリーズ
- ランドストーカー 〜皇帝の財宝〜
- ライトクルセイダー
- ロードス島戦記 英雄戦争
- ロードモナーク とことん戦闘伝説
- 惑星ウッドストック ファンキーホラーバンド
- WORLD DESTRUCTION

その他

- イレース

#### モバイルゲーム
セガネットワークスおよびセガ・インタラクティブからの移管タイトルを含む。
- アレクサンドリア大戦絵巻
- アンジュ・ヴィエルジュ ガールズバトル
- 生き人形の間
- イケナイ恋メール
- イドラ ファンタシースターサーガ（運営権をアプシィに移管）
- 江戸前!寿司道
- 404 GAME RE:SET -エラーゲームリセット-
- 乙女画報
- オルタンシア・サーガ -蒼の騎士団-（運営権をf4samuraiに移管）
- 風のワダツミ
- カタチダス
- 悲しみの幻影
- Kingdom Conquest
- クロスワードの森
- ケイオスドラゴン 混沌戦争
- けものフレンズ3（運営権をアピリッツに移管）
- 幻塔戦記グリフォン
- 源平大戦絵巻
- 恋空
- サイキックファンタジー
- サクラ革命 〜華咲く乙女たち〜
- SAMURAI＆DORAGONS
- 三国志コンクエスト
- Secret Garden
- シャイニング・ウインド・クロス
- シャイニング・フォース イクサモバイル
- シャイニング・フォース クロニクルI
- シャイニング・ロード
- ジャンケン戦士トリプル
- ジュクゴン産卵期
- シン・クロニクル
- 隙鬼間
- 隙鬼間の蟲（すきまのむし）
- スケルトントレーナー
- スゴローク
- 戦の海賊（運営権をマイネットに移管）
- ソニックテニスDX
- 弾王
- 探偵王
- チェインクロニクル
- デッキ・クエスト
- デーモントライヴ
- 時死恋
- ドラゴンクリスタル
- なかよしチャオ!
- ナンプレトレーナー
- ばくばくアニマル
- バーニングレスキュー
- 花火ファイト!
- 反逆のシエルアーク
- 『ひめチェン!おとぎちっくアイドル リルぷりっ』あぷりっ
- 百鬼大戦絵巻
- ピラミッドマジック
- ぷよぷよ!!クエスト
- ブレイズ オブ エタニティ
- ブレイズ オブ グローリー
- ブレイズ オブ モンスターズ
- プロジェクトセカイ カラフルステージ! feat. 初音ミク
- ヘンゼルと悪い魔女
- ボーダーブレイクmobile -疾風のガンフロント-
- モンスターギア（運営権をマイネットに移管）
- 夢色キャスト
- 夢魅つつ
- 酔いどれ立志伝DX
- ミクフリック
- モバイルSDI
- モバイル侍
- ラスティハーツ
- 龍が如く ONLINE
- 龍が如くモバイル for GREE
- スーパーロボット大戦X-Ω（配信：バンダイナムコエンターテインメント）
- D×2 真・女神転生 リベレーション
- 共闘ことばRPG コトダマン（運営権をXFLAGに移管）
- リーグ オブ ワンダーランド
- Re:ゼロから始める異世界生活 Lost in Memories
- リボルバーズエイト（運営権マイネットに移管）
- Readyyy!
- ワールド エンド エクリプス

#### 未発売タイトル
- GRAND HEAT（GC、PS2、XBOX）
- ライラの冒険 黄金の羅針盤（Wii、PSP）
- KOUMA/降魔（PS2）
- サクラ大戦物語 帝都編（PS2）
- 桜姫錦絵巻（PS2）
- 実戦パチスロ必勝法!北斗の拳Plus初回限定版（PS2）
- SEGA AGES 2500シリーズ アレックスキッドのミラクルワールド（PS2）
- SEGA AGES 2500シリーズ ファンタジースター ～千年紀の終わりに～（PS2）
- SEGA AGES 2500シリーズ ベア・ナックル 怒りの鉄拳（PS2）
- ハンドレッド ソード（PS2）
- フィフス ファントム サーガ（PS3）
- segaGT2002 Append Disk（仮題）（XBOX）
- デジタルペット（仮題）（PSP）

## 事業所
本社は東京都品川区西品川1丁目1番1号（住友不動産大崎ガーデンタワー）
セガサミーグループのIR情報における社内呼称はSOJ（Sega Of Japanの略）。
また、セガを始めとしたグループ企業のコーポレートアイデンティティ（CI）は、Amazing SEGA。
社歌は「若い力」（作詞：セガ社員〈元社員 高橋栄一〉 / 作曲：若草恵）。

### 研究開発部
| 研究開発部名                             | 通称 / 部内スタジオ         | 代表作                                                                                 | 備考 |
| ---------------------------------------- | --------------------------- | -------------------------------------------------------------------------------------- | --- |
| 第一CS研究開発部                         | セガCS1研、龍が如くスタジオ | 龍が如くシリーズ、JUDGE EYES                                                           | 旧アミューズメントヴィジョンおよびスマイルビット。ドラゴンエンジンを開発・活用している。 |
| 第二CS研究開発部                         | セガCS2研、ソニックチーム   | ソニックシリーズ、ぷよぷよシリーズ、新サクラ大戦                                       | 旧ソニックチーム。ヘッジホッグエンジンを開発・活用している。 |
| 第三CS研究開発部                         |                             | 戦場のヴァルキュリアシリーズ                                                           | 旧オーバーワークス。CS2研に吸収された。 |
| 第四CS研究開発部                         |                             | プロジェクト ビューティー                                                              | |
| 第一AM研究開発部                         | SEGA-AM1                    | WORLD CLUB Champion Football、三国志大戦                                               | 旧ワウ エンターテイメント。セガ・インタラクティブに承継され、セガ・インタラクティブ第一研究開発部となった。 |
| 第二AM研究開発部                         | SEGA-AM2                    | バーチャファイターシリーズ、シェンムー、ボーダーブレイク、初音ミク Project DIVA Arcade | セガ・インタラクティブに承継され、セガ・インタラクティブ第二研究開発部となった。 |
| 第三AM研究開発部                         | SEGA-AM3                    | 頭文字D ARCADE STAGEシリーズ、Wonderland Wars                                          | 旧ヒットメーカー。 |
| セガAMプラス研究開発部                   |                             | シェンムーオンライン                                                                   | 旧デジタルレックス。共同開発：韓JCエンターテイメント。関連：YS NET |
| スポーツデザイン研究開発部               |                             | プロサッカークラブをつくろう!シリーズ、マリオ&ソニックシリーズ                         | |
| ファミリーエンターテインメント研究開発部 |                             | 甲虫王者ムシキングシリーズ、オシャレ魔女♥ラブandベリーシリーズ                         | 旧未来研究開発部 |
| オンライン研究開発部                     |                             | ファンタシースターオンライン2                                                          | |
| セガネットワークス                       |                             | ぷよぷよクエスト                                                                       | 2011年、CS1研より「Kingdom Conquest」「龍が如くモバイル」のチームが分離してオンラインエンタテインメント研究開発部 (OE研) となる。その後、2012年にセガネットワークスが設立される。2015年、セガゲームスへと統合。 |
| Nプロ研究開発部                          |                             | え～でる すなば、ネイルプリ                                                            | |

また、系列会社にアトラス、Creative Assembly、Demiurge Studios、Relic Entertainment、Two Point Studiosなどが存在する。

### 分社化時代
| 会社名                             | 旧部門名               | 前身                          | 代表作 | 備考 |
| ---------------------------------- | ---------------------- | ----------------------------- | --- | --- |
| ワウ エンターテイメント            | 第1ソフト研究開発部    | 第一AM研究開発部              | セガGTシリーズ、ザ・ハウス・オブ・ザ・デッドシリーズ                                                                                 | 2003年、オーバーワークスを吸収してセガワウとなった                                                                           |
| CSK総合研究所AM2事業部             | 第2ソフト研究開発部    | 第二AM研究開発部              | バーチャファイターシリーズ、シェンムー                                                                                               | CSK総合研究所（当時親会社であったCSKのグループ会社、略称CRI）へAM2研を統合。CRIは後の2001年8月にSEGA-AM2へと社名を変更した。 |
| ヒットメーカー                     | 第3ソフト研究開発部    | 第三AM研究開発部              | クレイジータクシーシリーズ、電脳戦機バーチャロンシリーズ、セガガガ                                                                   | |
| アミューズメントヴィジョン         | 第4ソフト研究開発部    | 第11AM研究開発部              | モンキーボールシリーズ、バーチャストライカーシリーズ、F-ZERO GX                                                                      | |
| セガ・ロッソ                       | 第5ソフト研究開発部    | 第12AM研究開発部←AM分室       | 頭文字D ARCADE STAGEシリーズ | 2003年、ヒットメーカーに吸収された                                                                                           |
| スマイルビット                     | 第6ソフト研究開発部    | 第一CS研究開発部 + PC開発部門 | パンツァードラグーンシリーズ、ジェットセットラジオシリーズ、プロサッカークラブをつくろう!シリーズ、プロ野球チームをつくろう!シリーズ | スポーツ以外のゲームをアミューズメントヴィジョンへ移転                                                                       |
| オーバーワークス                   | 第7ソフト研究開発部    | 第二CS開発研究部              | 忍シリーズ、サクラ大戦シリーズ、あつまれ!ぐるぐる温泉シリーズ                                                                        | 2003年、ワウ エンターテイメントに吸収された                                                                                  |
| ソニックチーム                     | 第8ソフト研究開発部    | 第三CS開発研究部              | ソニックシリーズ、ぷよぷよフィーバーシリーズ、ファンタシースターオンライン                                                           | |
| ユナイテッド・ゲーム・アーティスツ | 第9ソフト研究開発部    | 第四CS研究開発部              | スペースチャンネル5シリーズ、Rez | 関連：キューエンタテインメント 2003年、ソニックチームに吸収された                                                            |
| ウェーブマスター                   | デジタルメディア制作部 |                               | ルーマニアシリーズ | ゲーム開発より撤退 |
| デジタルレックス                   |                        |                               | シェンムーオンライン | 共同開発：韓JCエンターテイメント                                                                                             |

その他に、プリクラやメダルゲームの開発を行うメカトロ研究開発部（旧第4AM研究開発部 + 旧第6AM研究開発部）、テーマパーク（ジョイポリス) 向けゲームの開発を行う未来研究開発部 (旧第5AM研究開発部）なども存在した。

## 主要グループ企業

### 日本

#### コンシューマ事業
- アトラス
- セガ札幌スタジオ
- セガ エックスディー
- プレイハート

#### 玩具・アミューズメント事業
- セガ フェイブ
  - セガ・ロジスティクスサービス
  - ダーツライブ
    - ハイブクリエーション

#### 映像事業
- トムス・エンタテインメント
  - テレコム・アニメーションフィルム
  - トゥーン ハーバー ワークス
  - トムス・ミュージック
- マーザ・アニメーションプラネット

### 海外

#### コンシューマ事業
セガの子会社
- Sega of America, Inc.
- Sega Europe Ltd.
- The Creative Assembly Ltd.
- Sports Interactive Ltd.
- Sega Publishing Europe Ltd.
- Sega Networks Inc.
- SEGA PUBLISHING KOREA LTD.
- Amplitude Studios SAS
- Sega Amusements Taiwan Ltd.
- Rovio Entertainment Corporation

ほか
アトラスの子会社
- Atlus U.S.A. Inc.

#### アミューズメント事業
セガの子会社
- Sega Shanghai & Co., Ltd.

ダーツライブの子会社
- DARTSLIVE INTERNATIONAL Ltd.
  - DARTSLIVE ASIA Ltd.
  - DARTSLIVE CHINA Ltd.
  - DARTSLIVE KOREA Ltd.
  - DARTSLIVE USA, INC.
  - DARTSLIVE EUROPE Ltd.

Rovio Entertainment Corporationの子会社
- Rovio Barcelona S.L.U.
- Rovio Copenhagen Aps
- Rovio Interactive Entertainment Canada Ltd.
- Rovio (Shanghai) Commerce and Trading Co., Ltd.
- Rovio Sweden AB
- Rovio Toronto, Inc.
- Ruby Games

#### TOY・映像事業
セガ フェイブの子会社
- SEGA TOYS (HK) CO., LTD.

トムス・エンタテインメントの子会社
- PT.Toms Media Service Asia(TMS ASIA)
- TMS ENTERTAINMENT USA,INC.
- TMS MUSIC (UK) LTD.
- TMS MUSIC （HK） LIMITED

マーザ・アニメーションプラネットの子会社
- MARZA ANIMATION PLANET USA INC.

## 不祥事・事故
パワーハラスメント（パソナルーム）
1999年にセガは、配属先の決まらない社員を私物の持ち込みは禁止とし、人事部の許可がなければ外出することが出来ない、窓なしの部屋に待機させていたことが発覚した。この部屋に入れられ、会社の退職勧告を拒否し解雇された元社員の1人が不当解雇撤回などの仮処分を申し立て、東京地裁は解雇権の乱用としてセガに賃金仮払いを命じた。セガはこれを不服として提訴したが結果的に敗訴。また、2001年4月1日にもセガは、子会社への転籍指示に従わなかった社員12人を「パソナルーム」（自己研修部屋）と呼ばれる人事調整室の一室に出勤させ、仕事を与えず午前9時から午後5時45分の退社時刻まで何もせず待機するように命じる辞令を社員に通知、自己都合退職に追い込むことを目的としたパワーハラスメントではないかと波紋を広げた。このことに関し、労働問題に詳しい弁護士は「退職勧奨のレベルを超え典型的な退職強要だ。野放しにしておけば世に横行しかねない。転籍は事前に本人の同意が必要なことは判例でも確立している。一片の業務命令でやれるものではない」と発言している。
Googleマップ経由でのアルバイト応募者の個人情報漏洩
2008年11月3日に家庭用ゲームソフトのデバッグ調査業務アルバイトへの応募者合計115名分の氏名、年齢、住所、本籍地、生年月日、電話番号などの個人情報が3月19日から11月3日までの間にGoogle マップ経由でインターネット上の外部に漏洩していたことが発覚した。
外部からの不正アクセスによる欧州子会社の個人情報漏洩
2011年6月19日に欧州子会社のSEGA EUROPEのホームページが外部からの不正アクセスにより、129万755人分のサービス利用者の氏名、生年月日、メールアドレス、パスワードが漏洩した。
セガ公式Twitterでの不適切な発言
2013年10月1日、セガ公式Twitterにて「「増税→消費を絞るしかない→嗜好品終了のお知ら」とかワロス。まず削るのは衣食住だろＪＫｗｗ」と不適切な内容の発言をし、その後発言が削除され謝罪が掲載された。
不正アクセス
2014年5月12日、セガ商品情報サイトが不正アクセスを受けたため、一部を除きほとんどのセガのサイトが一時的な閉鎖に追い込まれた（2014年7月28日現在はほとんどのサイトが復旧しているものの、一部サイトによっては現在でも復旧が行われておらず、セガホールディングス設立後に実施したセガ商品情報サイトのリニューアルの際にそのまま閉鎖に追い込まれた物もある）。また、ソニックシリーズのポータルサイト『ソニックチャンネル』の一時閉鎖に伴い、同サイトのコンテンツであるファンアートの応募も7月のテーマの募集を中止したうえで6月のテーマの応募期間を延長した。
賞味期限切れの菓子の配布
2016年1月30日・31日に開催された「闘会議2016」（セガゲームスが出展）において、来場者に配布した「モンスターギア オリジナル うmy棒」に賞味期限切れの商品を配布していたことが、1月31日の16時に来場者からのクレームで発覚。セガゲームスは商品を確認した上で同日16時30分に配布を再開。同時にセガグループ各社（セガホールディングス、セガゲームス、セガ・インタラクティブ、サミーネットワークス）の公式サイトで謝罪した。

## 訴訟
レベルファイブが開発したニンテンドーDSソフトイナズマイレブンシリーズが、セガのペンなどによって画面にタッチしキャラクターを操作するシステムの特許を侵害しているとして、2012年10月22日、レベルファイブに対しイナズマイレブンシリーズ8作品の販売差し止め・廃棄並びに約9億円の損害賠償（特許使用料として入る見込みだった金額）の支払いを求め東京地裁に提起した。その後、両社による公式な発表や報道などはなされていないが、2022年の時点でイナズマイレブンシリーズの販売は継続している。